# Haifa Chemicals
Haifa Chemicals ltd (Haifa Group) is een in Israël gevestigde multinational en wereldwijde leverancier van kaliumnitraat voor landbouw- en industriële doeleinden, gespecialiseerde plantenvoeding en voedingsfosfaten.
De belangrijkste grondstoffen die in het productieproces worden gebruikt zijn kaliumchloride dat uit de Dode Zee wordt gewonnen en fosfaaterts die gewonnen wordt in de Negevwoestijn. 
Het bedrijf werd in 1966 door de Israëlische regering opgericht en is in 1989 geprivatiseerd en maakt nu deel uit van een Amerikaanse holding welke geleid wordt door de Trump Group. De wereldwijde bedrijfsactiviteiten van Haifa zijn over honderd landen in vijf continenten gespreid. Haifa heeft twaalf dochterondernemingen en drie productiefaciliteiten.
Voor de Beneluxmarkt is Haifa Nort West Europe (Haifa-NWE) verantwoordelijk, zij zijn gevestigd in het Belgische Mechelen. De productie vindt plaats in een drietal fabriekscomplexen; twee hiervan zijn gevestigd in Israël en een in Frankrijk. Haifa heeft 650 medewerkers die wereldwijd actief zijn en een jaaromzet van 650 miljoen dollar met een totale productie die 500.000 ton bedraagt (2010). 